# Louis Marchand (maître écrivain)
Pour les articles homonymes, voir Louis Marchand et Marchand.
Louis Marchand est un maître écrivain français actif à Versailles au début du XVIIIe siècle.

## Biographie
Il fut professeur de la duchesse de Bourgogne, mère de Louis XV, et composa une méthode pour les Demoiselles de Saint-Cyr. Son goût le portait à la simplicité (Paillasson) et il était apprécié du vieux Louis XIV pour sa lisibilité.

## Œuvres

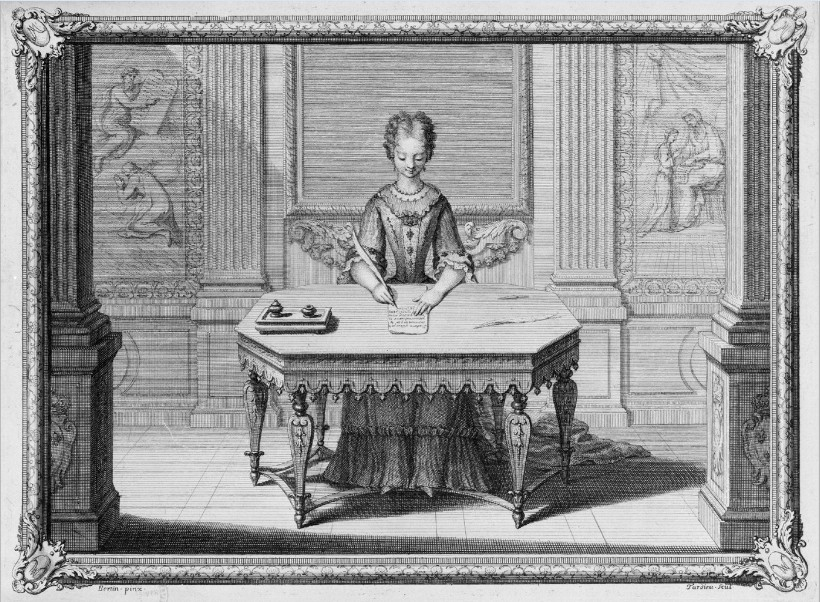
Illustration des Nouveaux principes d'écriture italienne : gravure de Tardieu sur un dessin de Bertin (Paris BNF).

- Nouveaux principes d'écriture italienne, suivant l'ordre de Mme de Maintenon, pour les Demoiselles de Saint-Cyr. Paris : J. Colombat, 1721. 8°, 10 pl. gravées par Berey. Paris BNF : SMITH LESOUEF R-1329, RES M-V-283.

Une planche montre la posture que doit tenir une demoiselle pour écrire.